# Tokelaus
Het Tokelaus (gagana Tokelau, [ŋaˈŋana tokeˈlau]) is een Polynesische taal die gesproken wordt in Tokelau. In Tokelau wordt het Tokelaus door zo'n 1410 mensen gesproken, waarmee het er veruit de grootste taal is, en samen met het Engels een officiële taal. In Amerikaans-Samoa leven er een honderdtal Tokelaustaligen, waaronder de 37 bewoners van het eiland Swains, dat geografisch tot de Tokelau-eilanden behoort. Verder zijn er belangrijke immigrantengemeenschappen in Nieuw-Zeeland (1740 sprekers, meer dus dan op de eilanden zelf) en de Verenigde Staten.

## Classificatie
Het Tokelaus is een taal binnen de Nucleair-Polynesische groep van de Austronesische talen. Het is het dichtst gerelateerd met het Samoaans. Verder zijn de verwante talen onder meer het Hawaïaans, het Maori and het Tuvaluaans.

## Geschiedenis
Met de Britse missionarissen kwam rond 1860 het Samoaans naar Tokelau, die zowel in de scholen als de kerk werd gebruikt. Zo zijn meerdere – soms hele simpele – woorden geleend uit het Samoaans: mā ("een stenen voorwerp") van het Samoaanse maʻa; paia ("heilig") van het Samoaanse paʻia; puā ("varken") van het Samoaanse puaʻa. Er zijn ook veel Engelse leenwoorden de taal binnengekomen. Heel veel direct (aihu < ice, "ijs"), maar sommige ook via het Samoaans (hihi < sisi < cheese, "kaas").
De eerste beschrijving van de taal werd in 1846 gemaakt door Horatio Hale. Dit bleef het enige werk over de taal totdat er in 1969 een klein woordenboek werd gepubliceerd door de Nieuw-Zeelandse ministerie van Onderwijs. Vanaf de jaren zestig van de twintigste eeuw werd het Tokelaus geïntroduceerd in scholen, waar het sindsdien de gebruikte schrijf- en spreektaal is.

## Alfabet
Het Tokelaus wordt geschreven in het Latijnse alfabet, dat zeer lijkt op de Hawaïaanse en Samoaanse. Het bevat de volgende letters:
a, e, i, o, u, f, g, k, l, m, n, p, h, t, v
Klinkers kunnen lang en kort zijn. Over het algemeen worden lange klinkers aangegeven met een macron (dus ā, ē, ī, ō, ū), maar in sommige teksten, vooral in Tokelau, worden deze af en toe weggelaten. Bijvoorbeeld, de eerste zin van de Tokelause constitutie luidt:
"Ko kimatou, ia tagata o Tokelau, e takutino"
In de standaardorthografie zou echter het volgende zijn geschreven:
"Ko ki mātou, ia tagata o Tokelau, e takutino"
In Nieuw-Zeeland wordt het gebruik van de macron veel beter geaccepteerd, in verband met de schriftelijke traditie van het Maori.

## Klankleer
Het Tokelaus heeft een vrij beperkte hoeveelheid aan klanken. De verschillende klinkers in de taal zijn /a/ (a), /e/ (e), /i/ (i), /o/ (o), /u/ (u). Elke klinker kan ook lang zijn (/aː/, /eː/, /iː/, /oː/, /uː/). De verschil tussen korte en lange klinkers is fonemisch: tane (/ˈtane/, "ringworm") verschilt van tāne (/ˈtaːne/, "man").
Het Tokelaus heeft tien medeklinkers: /f/ (f), /ŋ/ (g), /k/ (k), /l/ (l), /m/ (m), /n/ (n), /p/ (p), /h/ (h), /t/ (t) en /v/ (v). De medeklinker /f/ wordt op een hele specifieke manier uitgesproken, zodat het soms lijkt op [h], terwijl /h/ gepalataliseerd wordt tot /hʲ/ voor de klinkers /a/, /o/, /u/.
In het Tokelaus zijn de lettergrepen altijd in de vorm (C)V(ː). Dit wil zeggen, dat het hooguit één medeklinker en één (al dan niet lange) klinker die deze volgt bevat. De klemtoon van het woord ligt meestal op het een-na-laatste lettergreep, tenzij er een lange klinker aanwezig is; in dat geval valt de klemtoon op de lettergreep met een lange klinker. In samenstellingen krijgt een woord meerdere klemtonen.

## Grammatica

### Lidwoorden
Het Tokelaus heeft twee basistypen lidwoorden: bepaald en onbepaald. Bepaalde lidwoorden worden gebruikt voor specifieke voorwerpen, terwijl onbepaalde lidwoorden worden gebruikt voor aspecifieke voorwerpen. Het bepaalde voorwerp hoeft niet eerder te zijn genoemd in een tekst:
Kua hau te vaka. E lahi te vaka. ("Een kano kwam. De kano is groot.")
Een aspecifiek voorwerp wordt gebruikt wanneer geen specifiek voorwerp bedoeld wordt:
E fofou au ki he vaka. ("Ik wil een kano. [maakt niet uit welke]")
De lidwoorden zijn als volgt:
|           | Enkelvoud | Meervoud |
| --------- | --------- | -------- |
| Bepaald   | te        | nā       |
| Onbepaald | he        | ni       |

Verder wordt voor persoonlijke voornaamwoorden, namen en groepen van mensen (zoals tagata "volk") het lidwoord ia gebruikt:
Kua hau ia Tui. ("Tui kwam.")
Het persoonlijke lidwoord wordt echter vervangen door a te (voor voornaamwoorden) of a (voor andere woorden) als het de voorzetsels ki of i volgt:
Kua hau te vaka ki a Tui. ("De kano kwam naar Tui.")
Kua hau te vaka ki a te ki mātou. ("De kano kwam naar ons.")
Als het persoonlijke lidwoord het voorzetsel mai volgt, zal het vervangen worden door ia te:
Kua hau te vaka mai ia te Tui. ("De kano kwam van Tui.")

### Aanwijzende voornaamwoorden
Er zijn drie typen aanwijzende voornaamwoorden: proximaal ("dicht bij mij/ons"), mediaal ("dicht bij jou/jullie") en distaal ("ver van ons beiden"). Het eerste type komt overeen met de Nederlandse "dit" en "deze", de overige twee met de Nederlandse "dat" en "die". Het Tokelaus maakt geen onderscheid in geslacht.
De aanwijzende voornaamwoorden zijn als volgt:
|           | Enkelvoud  | Meervoud   |
| --------- | ---------- | ---------- |
| Proximaal | tēnei, nei | iēnei, nei |
| Mediaal   | tēnā       | iēnā       |
| Distaal   | tēia       | iēia       |

Bovendien kunnen de woorden tē en iē ook op zichzelf gebruikt worden, in het geval dat het uit het context duidelijk is welk voorwerp bedoeld wordt.
De voornaamwoorden worden bij bijvoeglijk gebruik na het zelfstandig naamwoord gezet:
Te vaka nei ("Deze kano")
Te tino tēia ("Die man")
In het geval dat het zelfstandig naamwoord al door een bijvoeglijk werkwoord wordt gevolgd, wordt het voornaamwoord na het werkwoord gezet:
Nā tino fiafia iēnā ("Die gelukkige mannen (in jouw/jullie buurt)")

### Bezit
In het Tokelaus wordt onderscheid gemaakt tussen vervreemdbaar (a-type) en onvervreemdbaar (o-type) bezit. Vervreemdbaar bezit houdt in dat het voorwerp van bezitter kan veranderen. Hiervoor wordt het voorzetsel a gebruikt:
Te vaka a te tino ("De kano van de man")
Te toki a te fafine ("De bijl van de vrouw")
In het geval dat een voorwerp niet van bezitter kan veranderen, spreekt men van onvervreemdbaar bezit en wordt het voorzetsel o gebruikt:
Te fatu o te tino ("Het hart van de man")
Te fuka o Tokelau ("De vlag van Tokelau")
Er zijn sommige constructies die deze regel niet volgen. Bijvoorbeeld, kinderen worden altijd vervreemdbaar bezeten door een vrouw, terwijl ze altijd onvervreemdbaar bezeten zijn door een man:
Te tama a te fafine ("De zoon van de vrouw")
Te tama o te tino ("De zoon van de man")
Verder worden kleren als onvervreemdbaar beschouwd:
Te kofutino o te tino ("Het hemd van de man")

### Persoonlijke voornaamwoorden
Bij persoonlijke voornaamwoorden wordt er in het Tokelaus onderscheid gemaakt tussen drie personen (eerste, tweede en derde), drie getallen (enkelvoud, tweevoud en meervoud) en bovendien tussen het "exclusieve wij" (wij zonder jou/jullie) en het "inclusieve wij" (wij met jou/jullie). Er wordt geen onderscheid gemaakt in geslacht.
De simpele persoonlijke voornaamwoorden zijn als volgt:
|                | Enkelvoud | Tweevoud        | Tweevoud        | Meervoud  | Meervoud |
| inclusief      | Enkelvoud | exclusief       | inclusief       | exclusief |          |
| -------------- | --------- | --------------- | --------------- | --------- | -------- |
| Eerste persoon | au        | ki māua (ki mā) | ki tāua (ki tā) | ki mātou  | ki tātou |
| Tweede persoon | koe       | koulua          | koulua          | koutou    | koutou   |
| Derde persoon  | ia        | ki lāua (ki lā) | ki lāua (ki lā) | ki lātou  | ki lātou |

Er is verder het persoonlijke voornaamwoord kita ("ik"), dat in plaats van au wordt gebruikt in verhalen, om sympathie te wekken bij de luisteraar(s).
Wanneer een persoonlijk voornaamwoord het werkwoord direct voorafgaat, waar het het onderwerp van is, kan een tweede set aan voornaamwoorden worden gebruikt:
|                | Enkelvoud | Tweevoud  | Tweevoud  | Meervoud  | Meervoud |
| inclusief      | Enkelvoud | exclusief | inclusief | exclusief |          |
| -------------- | --------- | --------- | --------- | --------- | -------- |
| Eerste persoon | kō        | ki mā     | ki tā     | ki mātou  | ki tātou |
| Tweede persoon | kē        | koulua    | koulua    | koutou    | koutou   |
| Derde persoon  | ia        | ki lā     | ki lā     | ki lātou  | ki lātou |

In het geval dat deze korte voornaamwoorden gebruikt worden bij overgankelijke werkwoorden, zal de suffix -a of -(a)gia aan het werkwoord toegevoegd worden:
Na ia kiteagia te tino ("Hij/Zij heeft de man gezien")
Na kō faia te vaka ("Ik heb een kano gebouwd")

### Bezittelijke voornaamwoorden
In het Tokelaus verschillen de zelfstandig en bijvoeglijk gebruikte bezittelijke voornaamwoorden.

#### Zelfstandige bezittelijke voornaamwoorden
De persoonlijke voornaamwoorden die voorafgegaan worden door het voorzetsel ki, functioneren met de bezittelijke voorzetsels a of o als zelfstandige bezittelijke voornaamwoorden:
E a lāua / a lā te vaka ("De kano is van hen tweeën")
E o mātou nā fatu ("De harten zijn de onze")
Bij de persoonlijke voornaamwoorden kita, koulua en koulou worden slechts de voorzetsels voor gezet:
E a koulou te toki ("De bijl is van jullie")
Voor de andere persoonlijke voornaamwoorden worden andere vormen gebruikt:
| Persoonlijk          | au          | koe          | ia          |
| Bezittelijk (a-type) | a aku (āku) | a āu / a koe | a ana (āna) |
| Bezittelijk (o-type) | o oku (ōku) | o ōu / o koe | o ona (ōna) |

Hierbij kunnen de bezittelijke voornaamwoorden van de eerste en derde personen geassimileerd worden met het voorafgaande voorzetsel.

#### Bijvoeglijke bezittelijke voornaamwoorden
Bij bijvoeglijke bezittelijke voornaamwoorden wordt onderscheid gemaakt tussen bepaalde en onbepaalde voorwerpen en tussen het getal van het voorwerp. De simpele vormen van de bijvoeglijke bezittelijke voornaamwoorden komen overeen met meerdere onbepaalde voorwerpen en zijn als volgt:
|                | Enkelvoud         | Tweevoud                    | Tweevoud                    | Meervoud         | Meervoud         |
| inclusief      | Enkelvoud         | exclusief                   | inclusief                   | exclusief        |                  |
| -------------- | ----------------- | --------------------------- | --------------------------- | ---------------- | ---------------- |
| Eerste persoon | aku, oku ata, ota | a māua, o māua (a mā, o mā) | a tāua, o tāua (a tā, o tā) | a mātou, o mātou | a tātou, o tātou |
| Tweede persoon | au, ō             | aulua, oulua                | aulua, oulua                | autou, outou     | autou, outou     |
| Derde persoon  | ana, ona          | a lāua, o lāua (a lā, o lā) | a lāua, o lāua (a lā, o lā) | a lātou, o lātou | a lātou, o lātou |

De vormen ata en ota komen overeen met het persoonlijke voornaamwoord kita.
De verschillende andere vormen worden uit de basisvormen gevormd zoals hieronder weergegeven met het basisvorm aku ("mijn"):
|           | Enkelvoud | Meervoud |
| --------- | --------- | -------- |
| Bepaald   | taku      | aku      |
| Onbepaald | haku      | ni aku   |

De bijvoeglijke bezittelijke voornaamwoorden gaan het voorwerp vooraf:
Taku vaka. ("Mijn kano")
Ha lāua toki ("Een van de bijlen van hen tweeën")

### Werkwoorden
Er zijn twee typen werkwoorden in het Tokelaus: transitief (overgankelijk) en intransitief (onovergankelijk). Overgankelijke werkwoorden hebben altijd een lijdend voorwerp, terwijl onovergankelijke werkwoorden deze niet hebben. Voorbeelden van transitieve werkwoorden zijn fau ("bouwen") en kai ("eten"), voorbeelden van intransitieve werkwoorden zijn kekē ("krijsen") en paia ("heilig (zijn)"). Bijvoeglijke naamwoorden worden als intransitieve werkwoorden beschouwd in het Tokelaus.
Bij transitieve werkwoorden wordt het onderwerp voorgegaan met het partikel e, terwijl het lijdend voorwerp niet voorgegaan wordt:
Na fau e au te fale. ("Ik heb een huis gebouwd.")
Nae kai e au te aiha-kulimi. ("Ik was het ijs aan het eten.")
Bij intransitieve werkwoorden wordt het onderwerp niet gemarkeerd:
Nae kaukau te pato. ("De eend was aan het zwemmen.")
Verder wordt de lijdende vorm aangegeven door een transitieve zin zonder onderwerp;
Na fau te fale. ("Het huis wordt gebouwd.")
In het negatief wordt het transitieve werkwoord altijd gevolgd door de suffix -a of -(a)gia:
Na hēki faua te fale. ("Het huis wordt niet gebouwd.")
Sommige werkwoorden hebben een meervoud. Bij intransitieve werkwoorden wordt deze gebruikt als het onderwerp in het meervoud verkeert:
E inu te tāne. ("De man drinkt.")
E feinu nā tāne. ("De mannen drinken.")
Bij transitieve werkwoorden wordt deze gebruikt bij een meervoud aan lijdend voorwerp:
Na kati e te gata te maile. ("De slang heeft de hond gebeten.")
Na takati e te gata nā maile. ("De slang heeft de honden (afzonderlijk) gebeten.")
De Tokelause werkwoorden worden, in tegenstelling tot de Nederlandse, niet vervoegd. In plaats hiervan worden, om een tijd of aspect aan te geven bepaalde partikels gebruikt.

#### Tijd en aspect
Er zijn meerdere partikels die verschillende tijden bepalen voor een werkwoord.
Voor een actie dat de tijd van het gesprek voorafgaat (ofwel de verleden tijd) worden de partikels na en nae gebruikt. Hierbij geeft na aan dat een actie voltooid was (het perfectief aspect), terwijl nae aangeeft dat een actie een tijdje duurde (het imperfectief aspect):
Na fau e au te fale. ("Ik heb een huis gebouwd.")
Nae fau e au te fale. ("Ik was een huis aan het bouwen.")
Voor een actie dat zal gebeuren na het gesprek (ofwel de toekomende tijd) wordt het partikel kā gebruikt:
Kā fau e au te fale. ("Ik zal een huis bouwen.")
Kā fuaefa taku maile. ("Mijn hond zal groot zijn.")
Het partikel koi geeft aan dat een actie in het verleden is begonnen en nog steeds doorgaat:
Koi fau e au te fale. ("Ik ben (nog steeds) het huis aan het bouwen.")
Koi tupu te niu. ("De kokospalm is (nog steeds) aan het groeien.")
Het partikel kua wordt in het tegenwoordige tijd gebruikt om een verandering aan te geven:
Kua tupu te niu. ("De kokospalm is begonnen met groeien.")
Kua hau te vaka. ("De kano is aangekomen.")
Verder bestaat de veruit meest gebruikte partikel e, die wordt gebruikt in zowel de tegenwoordige als toekomende tijd met meerdere betekenissen:
E fuaefa taku maile. ("Mijn hond is groot.")
E fano au ki Peletānia. ("Ik ga naar Brittannië.")
E kaukau te pato. ("De eend is aan het zwemmen.")
De gebiedende wijs wordt weergegeven door het werkwoord zonder onderwerp te geven:
Hau! ("Kom!")
Kaukau! ("Zwem!")

#### Ontkenning
De ontkenning van simpele werkwoorden wordt in het Tokelaus weergegeven door middel van twee partikels: hē en hēki. Deze volgen het partikel dat tijd aangeeft. Hierbij wordt hē gebruikt bij een onvoltooid werkwoord, en 'hēki wordt gebruikt bij een voltooid werkwoord:
Na hēki faua e au te fale. ("Ik heb geen huis gebouwd.")
Nae hē faua e au te fale. ("Ik was geen huis aan het bouwen.")
Kua hēki hau te vaka. ("De kano is niet aangekomen.")
E hē fuaefa taku maile. ("Mijn hond is niet groot.")
Na het partikel kua betekent hē "niet meer":
Kua hē hau te vaka. ("De kano komt niet meer aan.")
Verder wordt het woord hēai - gevolgd door een onbepaald bezittelijk voornaamwoord - gebruikt om ergens een afwezigheid van aan te geven:
Nae hēai hana vaka. ("Hij/Zij had geen hond.")
E hēai haku maile. ("Ik heb geen hond.")
Dit woord kan verder ook apart gebruikt woorden om vragen ontkennend te beantwoorden:
E fuaefa tau maile? - Hēai. ("Is je hond groot? - Nee")
De gebiedende wijs wordt ontkend door middel van het partikel nahe. Bij intransitieve werkwoorden, moet het ofwel voorafgegaan door een simpel persoonlijk voornaamwoord (bijvoorbeeld koe, "jij") of gevolgd worden door een kort persoonlijk voornaamwoord (bijvoorbeeld kē, "jij"):
Koe nahe hau! ("Kom niet!")
Nahe kē hau! ("Kom niet!")
Nahe faua te fale! ("Bouw geen huis!")
Vooral bij intransitieve werkwoorden voorafgegaan door het persoonlijk voornaamwoord wordt het partikel nahe af en toe vervangen door nā:
Koe nā hau! ("Kom niet!")

### Vergelijking
De trappen van vergelijking worden in het Tokelaus aangegeven op twee manieren. De vergrotende trap wordt aangegeven door het partikel i lō:
E lahi he elefane. ("Een olifant is groot.")
E lahi he elefane i lō he lago. ("Een olifant is groter dan een vlieg.")
Bij meeste werkwoorden wordt dezelfde werkwoord gebruik in zowel de stellende trap als de vergrotende trap. Er zijn echter uitzonderingen:
E lelei te tāne nei. ("Deze man is goed.")
E hili te tāne nei i lō te tāne tēia. ("Deze man is beter dan die man.")
De overtreffende trap wordt aangegeven door het zelfstandig naamwoord pito ("einde"):
E lahi he elefane. ("Een olifant is groot.")
E pito lahi te elefane i nā manu uma. ("De olifant is de grootste van alle dieren.")
Ook hier zijn er uitzonderingen:
E lelei te tāne nei. ("Deze man is goed.")
E hili te tāne tēia. ("Die man is de beste.")